# Biliardo americano

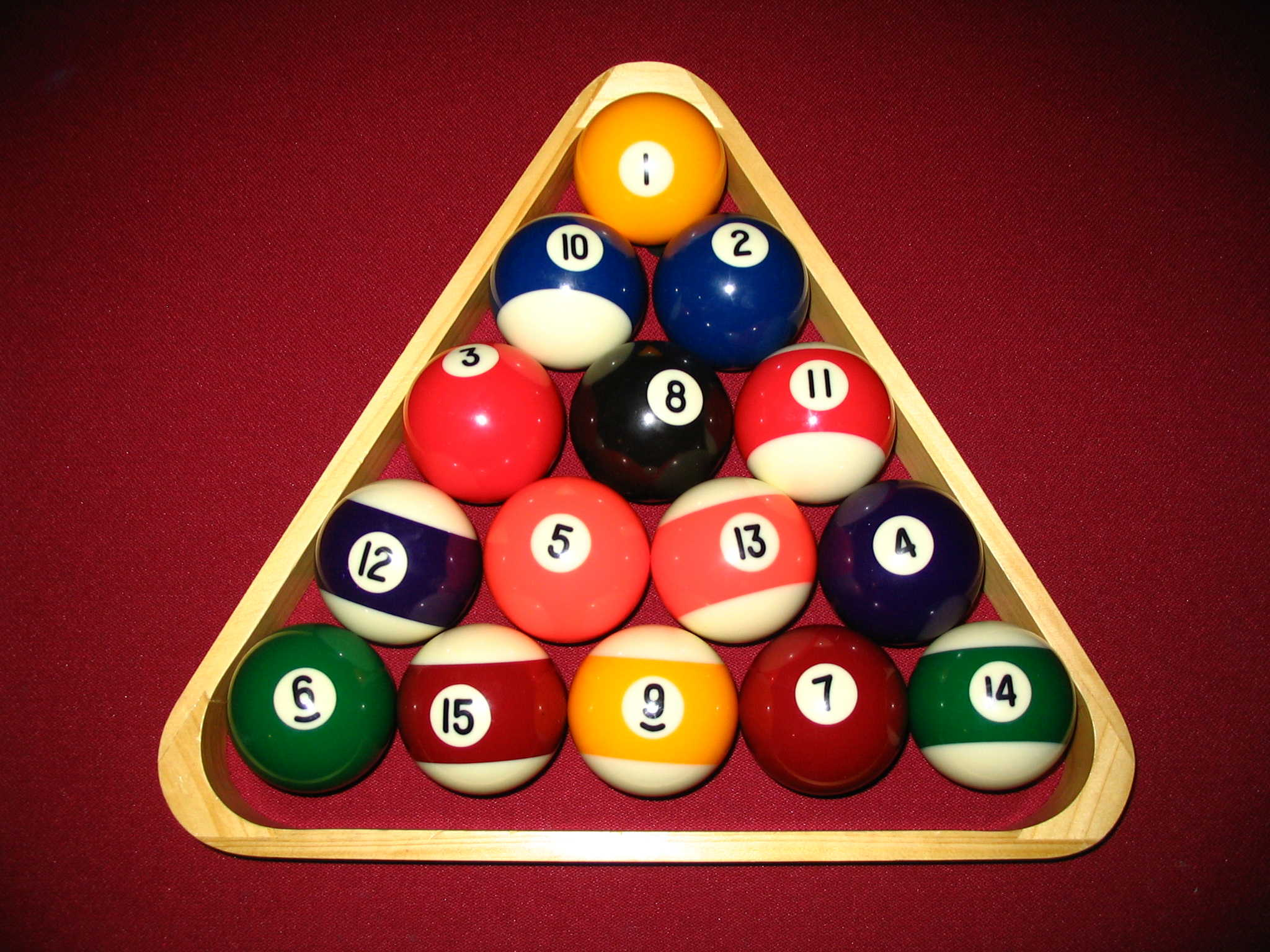
Il set di biglie da pool

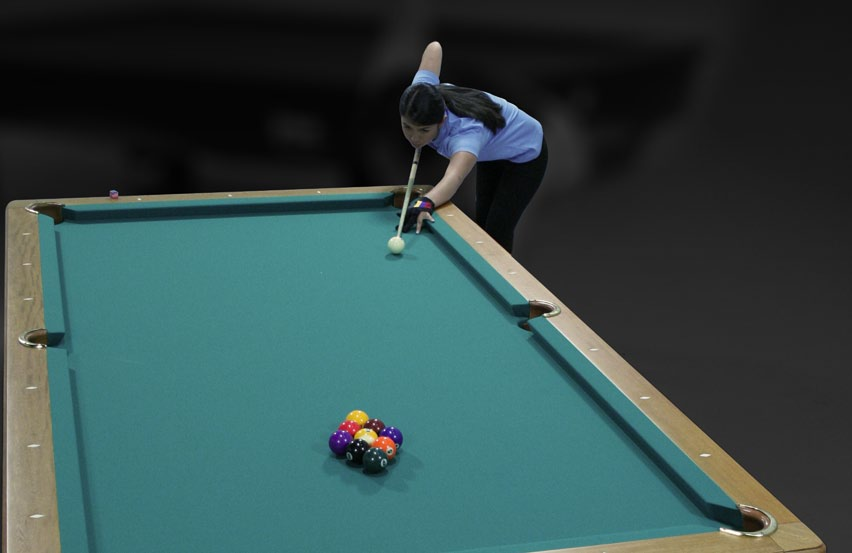
Un tavolo da pool da competizione

Biliardo americano è una definizione attribuita a delle specialità di biliardo che hanno avuto maggiore evoluzione in America del Nord ed hanno riscosso fama e successo in quasi tutto il mondo. La denominazione Pool billiard games è internazionalmente indicata per riferimento a suddette specialità. 

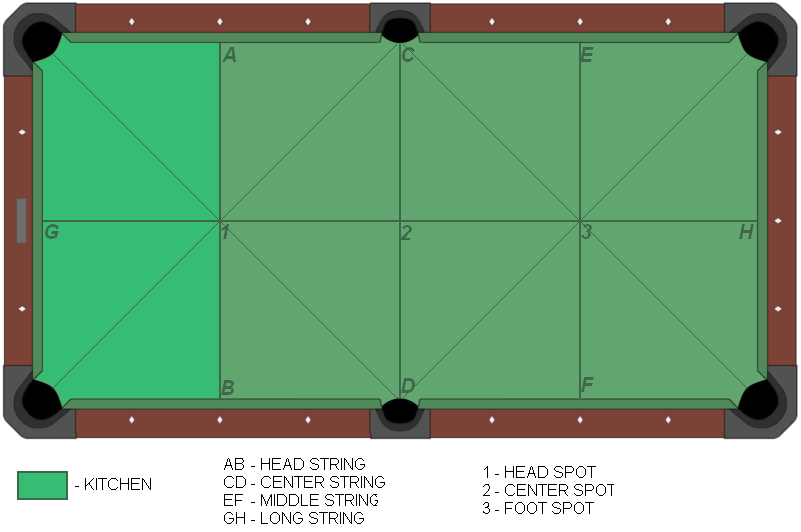
Diagramma di un tavolo da pool

Tutte le specialità di pool sono giocate su un tavolo a buche larghe, normalmente il doppio del diametro della biglia (anche se negli ultimi tornei internazionali il diametro della buca si è ridotto molto) e si usano solitamente sedici biglie in resina artificiale di cui una bianca e quindici colorate e numerate.

Diversamente dal tavolo usato per giocare alle specialità di biliardo italiano, il tavolo da pool ha un panno peloso e la superficie di ardesia meno spessa. Il panno tende comunque a consumarsi più facilmente rispetto al panno di un tavolo da biliardo all'italiana.
I tavoli possono essere dotati di un sistema interno comunemente chiamato "rientro di biglia": quando una biglia viene imbucata, attraverso dei canali interni ritorna in un punto di raccolta su uno dei lati del tavolo. Sono comunque tavoli in genere più costosi e pesanti.

## Specialità di pool
Le specialità giocate nel pool sono di due tipi, con rispettive diversità:
Pool a tiri dichiarati
- Palla 8
  - Pool Shanghai
  - Pool 125
  - Pool libero

Pool a tiri vincolati
- 1-15
  - 1-10
  - 1-9
  - 1-7

## Galleria d'immagini

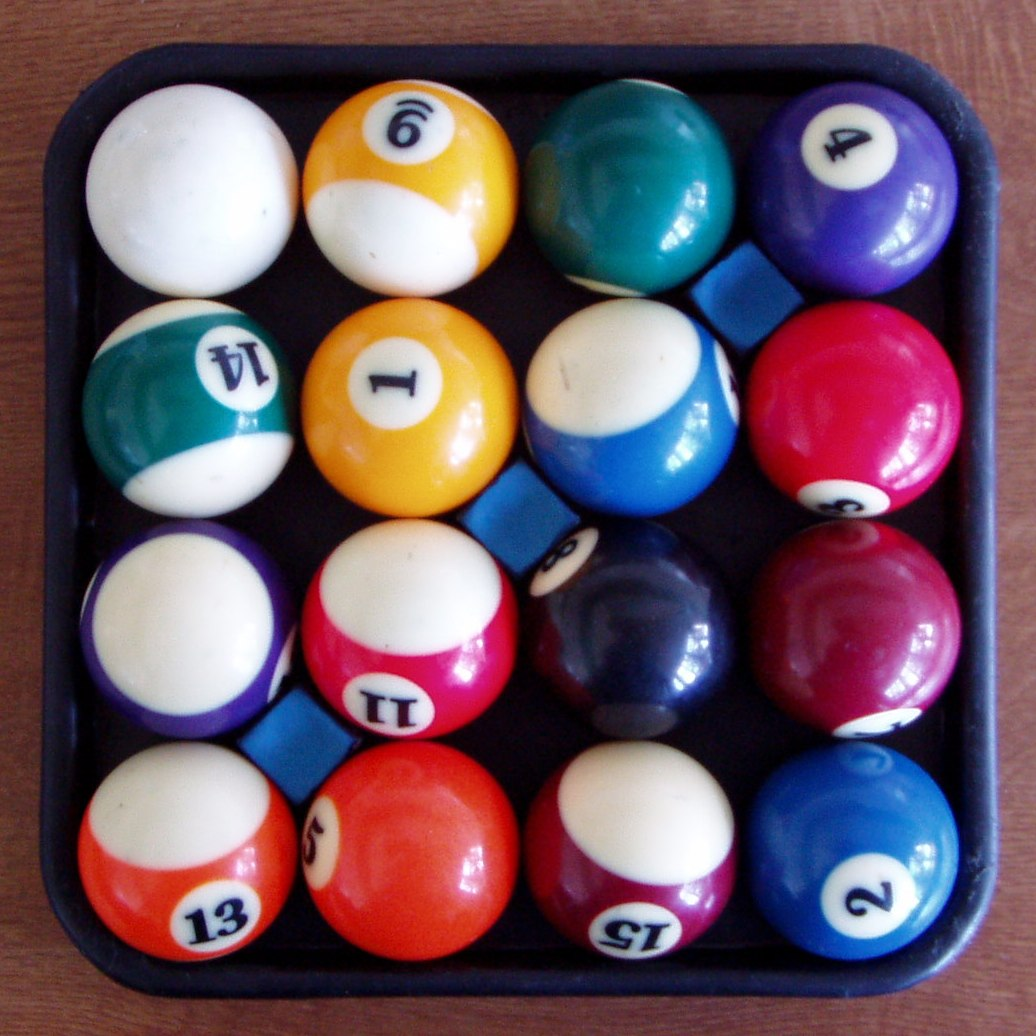
Set di 16 biglie riposte nell'apposito raccoglitore insieme a tre gessetti
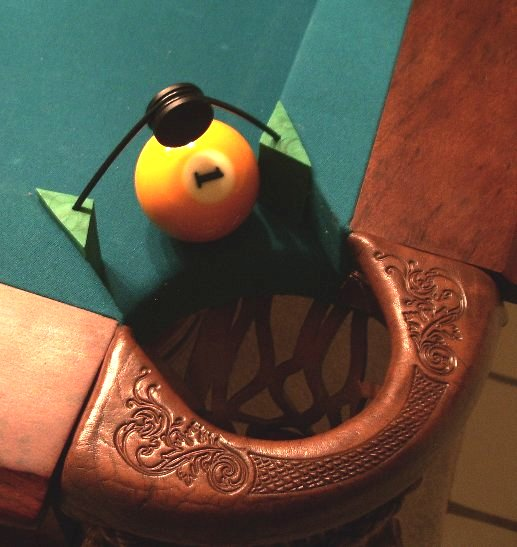
Dimensioni della biglia rispetto alla buca
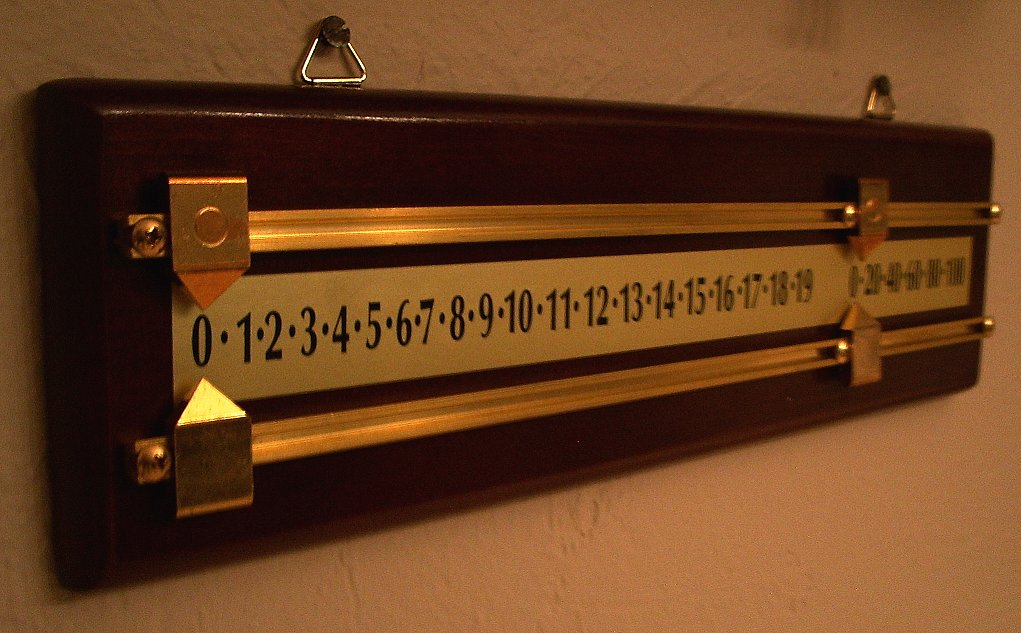
Segnapunti
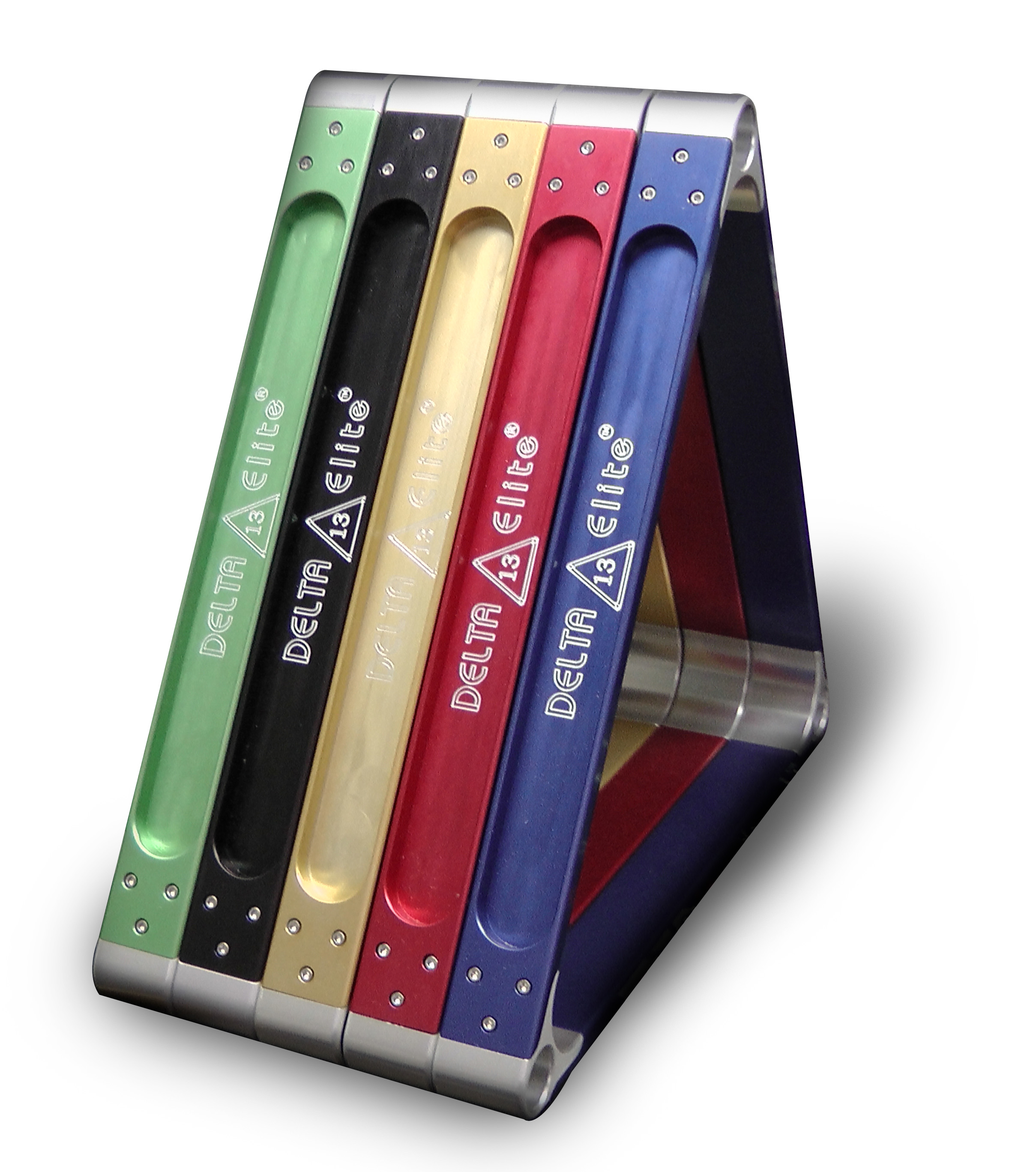
Triangoli